# Washington Double Star Catalog
A Washington Double Star Catalog (röviden WDS) egy csillagászati katalógus, amely kettőscsillagok listáját tartalmazza. A katalógust az Egyesült Államok Tengerészeti Obszervatóriuma gondozza.

## Tartalma
A katalógus 2019. november 14-i állapotában 150 801 csillagpár adatait tartalmazza, így többek közt a pozíciót, az epochát, a szögtávolságot, a pozíciószöget, a kettős nevét, a fényességet, a színképtípust, a sajátmozgást. A katalógus többszörös rendszereket is tartalmaz.